# Ma Desheng
Ma Desheng (en chinois : 马德升), né à Pékin en 1952, est un artiste peintre, sculpteur, poète et performer chinois. Il vit en France depuis 1986.

## Biographie
En 1979, Ma Desheng est avec Huang Rui un des membres fondateurs du groupe Les Étoiles, premier mouvement artistique d'avant-garde en Chine, avec également Wang Keping et Qu Leilei, rejoints par Li Shuang, Zhong Acheng, Ai Weiwei ainsi que 17 autres artistes. Ce mouvement organise deux expositions qui brisent l'orthodoxie du parti communiste et posent les jalons de la future liberté de l'expression artistique en Chine.
Ces artistes organisent des rencontres improvisées dans le site alors en friche de l'ancien Palais d'été (Yuanming yuan), le poète Julien Blaine qui y participe consacre à leurs œuvres un numéro de sa revue Doc(ks), c'est dans ce volume que sont publiées pour la première fois des œuvres sur bois de Ma Desheng.
D'abord principalement graveur sur bois, il abandonne ensuite cette technique pour le travail de l'encre.
Dans l'impossibilité de poursuivre sa carrière en Chine, Ma Desheng s'exile en 1985, d'abord en Suisse, puis en France.
En Suisse et en France il peint deux fresques à l'encre, de cinquante mètres de long, dont l'une est exposée en 1991 en Suisse par la galerie Ballens.
Arrivé en France, il est accueilli successivement par la fondation Royaumont, le centre CIRCA, la fondation Cartier et par la cité des Arts de Paris.
En 1992, alors qu'il est aux États-Unis où est en train de s'organiser sa première exposition monographique au musée Guggenheim, il est victime d'un accident de voiture, dans lequel sa compagne décède. Le projet d'exposition est abandonné, et Ma Desheng entame dix années de soins et de rééducation.
Ma Desheng, poète, écrit ses textes en français ou en chinois et a publié de nombreux recueils de poésie :. Il participe régulièrement à diverses manifestations internationales de poésie. Il est l'une des figures marquantes de la poésie sonore, de la poésie action et de la lecture performée. Ses poèmes sont l'objet d'une large diffusion, écrite ou orale, dans différentes manifestations, dont le Printemps des Poètes. Ils ont également été mis en scène au théâtre.
Peintre, il expose ses œuvres à travers le monde. Il est notamment représenté par la galerie Kwai Fung Hin à Hong Kong et A2Z Art Gallery à Paris et Hong Kong ainsi qu'en Allemagne avec la GALERIE ORIANE à Munich,.

« Ces formes géantes exécutées à l'acrylique senblent détachées du Tai Shan, et vivre par impulsions furieuses ou appliquées, dans une durée discontinue, une autre libre existence de signes. Elles symbolisent le choc des mondes, le désordre des matières comme la poussée des forces telluriques nocturnes en lutte avec la montée du jour. 
Les pierres de la montagne sont des fragments de son caractère sacré élus et offerts aux regard et à l'esprit par le savoir ou le désir du peintre-poète Ma Desheng. »

— Pierre Cabanne, Ma Desheng (2006)

## Poésie

### Récitals, performances (sélection)
- 2018 : Printemps de la poésie, Marseille
- 2017 : Printemps de la poésie, Montpellier  ; 12e Festival de poésie, FRAC, Marseille « États particuliers de la poésie »
- 2016 : Maison de la poésie, Paris
- 2015 : Festival de poésie au parc des Buttes Chaumont, Paris
- 2014 : Musée Picasso
- 2013 : Printemps de ma poésie au Musée du quai Branly  ; Bibliothèque Nationale Françoise Mitterrand, Paris
- 2011 : Festival de poésie de Lugano, Suisse
- 2010 : Maison de la Poésie, Paris
- 2009 : Musée de l’art contemporain de Marseille  ; Maison de la Culture du Canada, Paris
- 2008 : Midi et Minuit, Nantes  ; Notre Besoin de Rimbaud – Les Ailleurs Poétiques, Charleville-Mézières
- 2006 : Printemps de la poésie, Lyon
- 2005 : Quinze ans du cipM, Marseille  ; Printemps de la poésie, Paris
- 2004 : Le printemps de la poésie, Bordeaux,
- 2003 : Soirée de poésie, Centre d’art contemporain, Marseille  ; Printemps de la Poésie, Bordeaux
- 2002 : Nuit de la poésie du premier métro, Centre culturel Canadien
- 2001 : Le printemps de la Poésie, Paris
- 1999 : Semaine internationale de la musique et de la poésie, Marseille, France  ; Théâtre Molière et Musée Jacquemart-André, Paris  ; Soirée de poésie, La Maison de Balzac, Paris  ; Festival de Poésie, Gênes, Italie
- 1998 : Soirée internationale de Poésie, Centre Culturel Calouste Gulbenkian à Paris
- 1997 : Dal Colpo Di Dadi Alla Poesia Visuale, Poesia Tolale : Palazzo Della Ragione, Mantoue, Italie  ; La Bâtie, festival de Poésie, Genève, Suisse
- 1995 : 10 ans de Poésie Directe 1984 ;1993, Marseille, France
- 1994 : Les poèmes Vingt-quatre heures avant la rencontre avec le dieu de la mort sont mis en scène et joué au théâtre Le Hamac Paris, du 1 avril au 20 mai.
- Depuis1992: Soirées de poésie au Club des Poètes, Paris
- 1989 : Grand Halle de la Villette, Paris,
- Soirée de poésie, Chez Balzac, Paris
- 1988 : Radiodiffusion et télédiffusion par Norddeutscher Rundfunk en Allemagne et par Radio Wien en Autriche ; Rencontre internationale de poésie, Tarascon, France
- 1986 : Festival International de Poèmes à Paris et Marseille

### Publications
- Donne-moi une pomme, poème pour un livre d'artiste du peintre André Jolivet (trad. Emmanuelle Péchenart), éditions Voltije, 2021
- Handicapé,Bien ?!?!?!, épisodes 1 et 2, Préface de Julien Blaine, Al Dante / Presses du réel, 2020
- Portait de Ma, Al Dante, 2010
- « Ouvre la grande porte du ciel », (trad.Emmanuelle Péchenart), Une Salve d’avenir - l’Espoir, éd.Gallimard (anthologie poétique), 2004.
- Rêve blanc, âmes noires, bilingue (calligraphié par l'auteur), (trad. Emmanuelle Péchenart), L’aube, 2003
- Kiwi, Al Dante/Leo Scheer, 2002
- Poésie de paroles, Neige d'août, 2002
- Vingt-quatre heures avant la rencontre avec le dieu de la mort, bilingue (calligraphié par l'auteur), (trad. Emmanuelle  Péchenart), Actes Sud, 1992
- Saveur des mots, NRF n° 450-451, Gallimard, (trad. Pierre Brière) 1990
- La Porte, (trad. Sylvie Gentil), Liviana Editrice / Doc(k)s n°80, 1987

## Peinture

### Expositions (sélection)
- 2024: Grande suite, exposition solo, GALERIE ORIANE, Munich
- 2024: The Journey of Ink, Bund One art Museum, Shanghai
- 2023 : Ma Desheng, Centre Pompidou, musée national d'art moderne, Paris
- 2023 : L'encre en mouvement, une histoire de la peinture chinoise au XXe siècle, Musée Cernuschi, Paris
- 2022 : Bordeaux + Art + Design, et galerie A2Z, Paris  ; Rêve blanc, âmes noires, galerie A2Z, Paris
- 2021 : Art Paris Art Fair, et galerie A2Z, Paris
- 2021 : M+ Uli Sigg Collection, exposition inauguralre, M+, Hong Kong
- 2020 : Art 021, et galerie A2Z, Shanghai, China  ; Art Paris Art Fair, et galerie A2Z, Paris  ; Au cœur des pierres, galerie A2Z, Paris, France  ; Asia Now Paris Art Fair, et galerie A2Z, Paris  ; Taipei Dangdai Art Fair, et galerie A2Z, Taipei Nangang Exhibition Center, Taipei, ROC
- 2019 : Domaine régional de Chaumont-sur-Loire, Chaumont-sur-Loire  ; Frieze Sculpture Park, Regent's Park, Londres, G.B.  ; Art Paris Art Fair, et galerie A2Z, Grand Palais, Paris  ; Asia Now Paris Art Fair, et galerie A2Z, Salon Hoche, Paris  ; Sept chemins, Biennale d'art sacré contemporain, chapelle Sainte-Anne, Autun
- 2018 : Ma Desheng, des Étoiles à nos jours, Domaine départemental de Chamarande, Chamarande  ; Art Paris Art Fair, et galerie A2Z, Paris
- Entre terre et ciel, galerie A2Z, Paris
- 2016 : Busan Biennale, Busan Museum of Art, Busan, Corée  ; Ma Desheng, galerie A2Z, Paris
- 2015 : « 1992-2002 Renaissance », galerie A2Z, Paris  ; Selected Works 1979-1987, Rossi & Rossi, Londres, G.B.  ; «50e anniversaire des relations diplomatiques France-Chine », Carreau du Temple, Paris  ; British Museum, Londres
- 2014 : « Black, White, Grey », Kwai Fung Hin Art Gallery, Hong Kong
- 2013 : « Voice of the Unseen – Chinese Independent Art Since 1979 », biennale de Venise, Venise, Italie  ; « Ma Desheng, Selected Works 1978-2013 », Rossi & Rossi, Londres, G.B.
- 2012 : Art Hong Kong, Hong Kong, Chine  ; « Ma Desheng - Xing Xing Group », Galerie Frank Pages, Genève, Suisse  ; Art Miami, Miami, U.S.A.
- 2011 : « Ma Desheng, Êtres de pierre, Souffle de vie », Musée des Arts Asiatiques, Nice  ; « Artistes chinois à Paris, 1920-1958 : de Lin Fengmian à Zao Wou-ki », Musée Cernuschi, Paris  ; « Blooming in the Shadows : Unofficial Chinese Art, 1974-1985, China Institute in America, New York, U.S.A.
- 2010 : « Story of Stone », Hong Kong Arts Centre, Hong Kong
- 2009 : Biennale de sculpture de Yerres
- 2008 : Foire de Paris, Grand Palais, Paris
- « Go China! », Groninger Museum, Groninger, Pays-Bas
- 2007 : Foire de Paris, Grand Palais, Paris  ; Galerie Lases, Paris  ; Galerie Jacques Barrère, Paris, France
- 2006 : « Faceted Symphony », University Museum and Art Gallery, University of Hong Kong, Hong Kong
- 2005 : « Majong – Chinese Contemporary Art », Kunstmuseum, Bern, Suisse
- 2004 : « Sens interdit », Espace Culturel François-Mitterrand , Périgueux, Ancien Evêché de Sarlat  ; Espace Saint-Jean, Melun
- 2003 : Shanghai Museum, Shanghai, China
- 2002 : Ministère des Finances, association Place des arts, Paris
- 2001 : « China Without Borders », galerie Michael Goedhuis  ; Sotheby's, New York, U.S.A.
- 2000 : « Demand for Artistic Freedom: The Stars, Twenty Years », galerie Tokyo, Tokyo, Japon  ; Galerie Leda Fletcher, Milan, Italie  ; Ventabren Art contemporain, Ventabren
- 1999 : « The Paintings of Ma Desheng », Michael Goedhuis, Londres, G.B.
- 1998 : Exposition Palais des Congrès de Royan  ; Galerie Florence Arnaud, Paris
- 1997 : Ink Paintings, Espace Saint-Jean, Melun
- 1996 : Galerie Michael Goedhuis, Londres, G.B.  ; Ethan Cohen Fine Arts, New York, U.S.A.  ; « Face à l'histoire (1933-1996) », Centre Pompidou, Paris
- 1995 : Galerie Bellefroid, Paris, France
- 1994 : « Yang Din - Ma Desheng », Sociedade Nacional de Belas-Artes, Lisbonne, Portugal, et Fundação Oriente, Macao
- 1993 : Galerie de France, Paris, France
- 1992 : Galerie Claudine Planque, Lausanne, Suisse  ; Galerie Façade, Paris, France
- 1991 : Galerie Phoenix, New York, U.S.A.  ; Galerie de Ballens, Ballens, Suisse  ; Galerie de Casa Garden, Macao
- 1990 : Théâtre Claude Debussy, Maison-Alfort  ; « The Stars: Ten Years », Galerie Hanart Z, Taipei, Taiwan  ; Galerie J & J Donguy, Paris  ; Galerie Sunnen, New York, U.S.A.  ; Centre Culturel de France, Florence, Italie
- 1989 : The Stars: Ten Years, Hanart TZ Gallery, Hong Kong  ; Galerie Plexus, Bordeaux  ; Galerie de Ballens, Ballens, Suisse  ; Espace Saint-Jean, Melun
- 1988 : Cité internationale des arts, Paris  ; Galerie Claudine Planque, Lausanne, Suisse
- 1987 : Bibliothèque du Centre Pompidou, Paris  ; Galerie Claudine Planque, Lausanne, Suisse  ; Galerie G, Paris
- 1986 : Galerie Claudine Planque et Galerie Monique Picard, Lausanne, Suisse  ; Avant-Garde Chinese Art, City Gallery, New York, U.S.A.  ; Encres de Ma Desheng, FIAP Jean Monnet, Paris, France  ; Visions in Ink, Museum of Far Eastern Antiquities, Stockholm, Suède
- 1985 : Ma Desheng et Huang Rui, Museum of Modern Art, Osaka, Japan
- 1983 : Galerie Claudine Planque, Lausanne, Switzerland
- 1982 : Brooklyn Museum, New York, U.S.A.
- 1980 : « Les Étoiles », Musée National des Beaux-Arts de Chine, Pékin, Chine
- 1979 : « Les Étoiles », Parc Beihai, Pékin, Chine

### Collections (sélection)
- 1989 - 2017 – 2022 : Musée d'Art Moderne de la Ville de Paris, France
- 2013 : British Museum, Londres, Grande-Bretagne
- Musée Cernuschi, Paris, France
- 2011 : Musée des Arts asiatiques, Nice, France
- 2010 : University Museum and Art Gallery, Hong Kong
- 2004 : Musée de Melun, France
- 2001 : Museum of Fugan, Japon
- Ashmolean Museum, Oxford, Grande-Bretagne
- 1993 : Musée de Melun, France
- 1991 : Fundação Oriente, Macao
- 1989 : Municipale d’Art Contemporain de la ville de Paris, France
- 1988 : AMAC, Association Mouvement d’Art Contemporain, Chamalières, France
- 1986 : Musée d’Histoire Contemporaine, Paris, France